# Карлос Фонсека
Карлос Альберто Фонсека Амадор (нар. 23 червня 1936 року в Матагальпі – пом. 8 листопада 1976 року в гірських районах Нікарагуа) — нікарагуанський політик, революціонер, один із засновників Нікарагуанського визвольного фронту Frente Sandinista de Liberación Nacional (FSLN).

## Біографія
Карлос Альберто Фонсека Амадор народився в Матагальпі в родині Августини Фонсеки Убеди, неодруженої батрачки. Його батько, Фаусто Амадор Алеман, член впливової династії плантаторів кави Амадор, спочатку не підтверджував батьківство, але пізніше дозволив своєму синові здобути хорошу освіту.
Карлос Фонсека ріс зі своєю працьовитою матір'ю і продавав газети до і після уроків. З 1950 року Фонсека приєднався до різних політичних груп; незабаром він захопився марксизмом. У 1955 році він почав вивчати право в Університеті Манагуа.
Після вбивства президента Анастасіо Сомоса Гарсіа 29 вересня 1956 року Фонсека був ув'язнений на два місяці. 1957 року він їздив як делегат на VI. Всесвітній фестиваль молоді та студентів до Москви, а потім залишився на пів року в Радянському Союзі та Східній Європі. У цей час, за деякими свідченнями, він був завербований КДБ. Після повернення до Нікарагуа Фонсека нелегально публікував свої подорожі, в яких оспівував життя в Радянському Союзі.
У лютому 1959 року Фонсека відвідав Кубу і зустрівся там з Фіделем Кастро. Трохи пізніше Фонсека опинився в тренувальному таборі нікарагуанських повстанців на півдні Гондурасу. 24 червня 1959 року ці повстанці були розгромлені військами Нікарагуа та Гондурасу, а Карлос Фонсека потрапив у полон.
Після звільнення з полону Фонсека заснував 23 липня 1961 року Сандіністський фронт національного визволення (FSLN). Він стверджував, що є палким прихильником Кубинської революції та очолював дві збройні кампанії проти режиму Сомоси в 1963 і 1964 роках, які провалилися через кілька днів. Фонсека обійняв посаду генерального секретаря FSLN у 1966 році, а в 1968 році закликав студентів підняти зброю проти диктатора Анастасіо Сомози Дебайле. Через рік він агітував за єдність усіх опозиційних сил, насамперед за союз робітників, селян, сільськогосподарських робітників і середніх класів.
Карлос Альберто Фонсека Амадор був заарештований у Коста-Риці в 1969 році і залишався ув'язненим, поки його не звільнили сандиністські коммандос в 1971 році. Він поїхав на Кубу і нелегально повернувся до Нікарагуа лише у вересні 1975 року. 8 листопада 1976 року Карлос Фонсека командував військовим загоном FSLN і загинув у бою проти Національної гвардії Сомоси в гірських районах Нікарагуа.
Через поганий зір Фонсека з дитинства змушений був носити потужні окуляри. Пізніше ці окуляри стали його «фірмовим знаком».